# Thorp (Waszyngton)
Thorp – jednostka osadnicza w Stanach Zjednoczonych, w stanie Waszyngton, w hrabstwie Kittitas.